# Параскев Пеев
Параскев Пеев (също и като Параскева Пейов) е училищен настоятел в Тутракан, а също и чиновник малко след Освобождението на България. Избран за депутат в Учредителното събрание в Търново през 1879 г. от Тутракан. Изявява се като консерватор, а впоследствие и като привърженик на Режима на пълномощията.